# Calliergonella complanata
Calliergonella complanata là một loài Rêu trong họ Hypnaceae. Loài này được Cardot & Broth. mô tả khoa học đầu tiên năm 1923.